# Shu Rui
Shu Rui av Hitara-klanen (på kinesiska: Hitara, Shu Rui), född 1747, död 1797, var en kinesisk kejsarinna; gift med Jiaqing-kejsaren.
Hon tillhörde manchu-klanen Hitara. Hon fördes år 1774 till den förbjudna staden, där hon gavs till tronföljaren som hans hustru av första rangen i ett arrangerat äktenskap. 
Vid makens tronbestigning år 1796 fick hon i egenskap av hans första rangs-hustru titeln kejsarinna. Hon var kejsarinna under bara ett år. Under hennes korta tid som kejsarinna kritiserades hon indirekt för att tillåta sina bröder att sko sig på hennes position, och uppmanades att tillrättavisa dem och vara mindre generös mot dem. 
Hon fick 1820 namnet Xiao Shu Rui postumt.  